# Henri Lacordaire

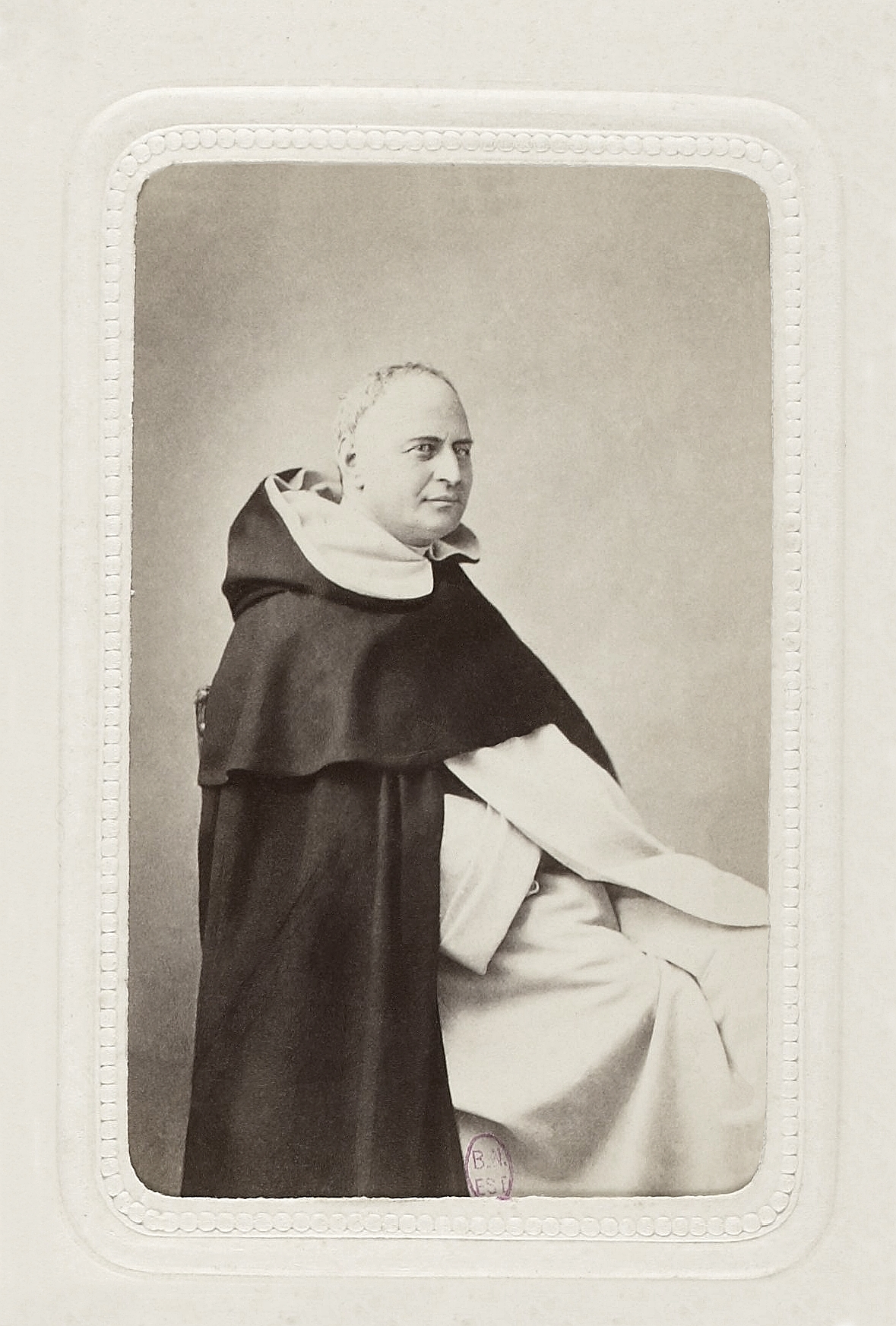
Lacordaire, ca.1855

Jean Baptiste Henri Lacordaire (Recey-sur-Ource, 1802. május 12. – Sorèze, 1861. november 21.) francia domonkos-rendi szerzetes, hitszónok, újságíró, politikus, akadémikus, a liberális katolicizmus előfutára.

## Életútja
A dijoni főiskolán jogot tanult. Joggyakorlatra Párizsba ment, itt azonban 1824-ben a párizsi egyházmegye papneveldéjében kezdte meg tanulmányait. 1827-ben pappá szentelték. Kezdetben segédlelkész volt, majd a IV. Henrik Kollégium lelki igazgatójaként működött Párizsban. 1830-ban, engedve a New York-i püspök meghívásának, Amerikába készült. Szándékáról azonban Lamennais lebeszélte, és elhívta, Montalembert-rel együtt az 1830 őszén indított L’Avenir című szabadelvű katolikus napilaphoz. Mivel ezt a lapot a francia püspöki kar eltélte, Lacordaire és két szerkesztőtársa Rómába mentek a pápához. A pápa is elmarasztalta a L’Avenirt, Lacordaire elhagyta a szerkesztőséget, és Lamennais-vel is szakított.
1834-ben a szószéken kezdett kiválóan működni. Adventi és nagyböjti prédikációkat tartott Párizsban a Notre Dame székesegyházban és más városokban. Ékesszólásával magával ragadta hallgatóságát. 1839-ben belépett a Domonkos-rendbe. Újoncévében megírta Szent Domonkos életét. Az 1848-as forradalom idején Marseille városa képviselőként küldte az alkotmányozó nemzetgyűlésbe. A politikától azonban hamar visszavonult. 1854-ig a Domonkos-rend franciaországi főnöke volt. 1854-ben a rend főnökségéről lemondott és átvette a nagyhírű soreze-i tanintézet irányítását. 1860-ban a Francia Akadémia tagjává választották.
Beszédei nyomtatásban is megjelentek Conférences de Notre Dame címen (magyarra Lacordaire egyházi beszédei címen Majer Károly, Pest 1853. és Sarmaságh Géza, Szatmár 1880. fordította). Munkái 6 kötetben 1858-ban jelentek meg. Montalambert gróf 1870-ben kiadta Lacordaire életét Le Testament du P. Lacordaire címen, amit maga Lacordaire diktált egyik szerzetestársának.

## Magyarul
- Zádori János: Jézus Krisztus a történelemben; Horák Ny., Esztergom 1868 (Korkérdések)
- Lacordaire H. Domokos egyházi beszédei, 1-2. köt.; ford. Sarmaságh Géza; Molnár–Szabadsajtó Ny., Nagybánya–Szatmár, 1880-1881
- Lacordaire végrendelete; ford. Robitsek Ferenc; Hunyadi Mátyás Intézet Ny., Bp., 1887